# Тейбл-Рок (Вайоминг)
Тейбл-Рок (англ. Table Rock) — статистически обособленная местность, расположенная в округе Суитуотер (штат Вайоминг, США) с населением в 82 человека по статистическим данным переписи 2000 года.

## География
По данным Бюро переписи населения США, статистически обособленная местность Тейбл-Рок имеет общую площадь в 17,61 квадратных километров, водных ресурсов в черте населённого пункта не имеется.
Статистически обособленная местность Тейбл-Рок расположена на высоте 2080 метров над уровнем моря.

## Демография
По данным переписи населения 2000 года, в Тейбл-Роке проживало 82 человека, 23 семьи, насчитывалось 32 домашних хозяйства и 55 жилых домов. Средняя плотность населения составляла около 4,7 человека на один квадратный километр. Расовый состав Тейбл-Рока по данным переписи распределился следующим образом: 86,59 % белых, 1,22 % — коренных американцев, 1,22 % — азиатов, 7,32 % — представителей смешанных рас, 3,66 % — других народностей. Испаноговорящие составили 10,98 % от всех жителей статистически обособленной местности.
Из 32 домашних хозяйств в 43,8 % — воспитывали детей в возрасте до 18 лет, 65,6 % представляли собой совместно проживающие супружеские пары, в 3,1 % семей женщины проживали без мужей, 28,1 % не имели семей. 28,1 % от общего числа семей на момент переписи жили самостоятельно, при этом среди жителей в возрасте 65 лет отсутствовали одиночки. Средний размер домашнего хозяйства составил 2,56 человек, а средний размер семьи — 3,17 человек.
Население статистически обособленной местности по возрастному диапазону по данным переписи 2000 года распределилось следующим образом: 32,9 % — жители младше 18 лет, 12,2 % — между 18 и 24 годами, 30,5 % — от 25 до 44 лет, 24,4 % — от 45 до 64 лет и — в возрасте 65 лет и старше. Средний возраст жителей составил 29 лет. На каждые 100 женщин в Тейбл-Роке приходилось 121,6 мужчин, при этом на каждые сто женщин 18 лет и старше приходилось 150,0 мужчин также старше 18 лет.
Средний доход на одно домашнее хозяйство в статистически обособленной местности составил 48 750 долларов США, а средний доход на одну семью — 48 750 долларов. При этом мужчины имели средний доход в 41 000 долларов США в год против 11 250 долларов среднегодового дохода у женщин. Доход на душу населения в статистически обособленной местности составил 12 775 долларов в год. Все семьи Тейбл-Рока имели доход, превышающий уровень бедности.